# Panorpa issikii
Panorpa issikii är en näbbsländeart som beskrevs av Penny och George W. Byers 1979. Panorpa issikii ingår i släktet Panorpa och familjen skorpionsländor. Inga underarter finns listade i Catalogue of Life.